# Uno más de la familia
Uno más de la familia (título original: For the Love of a Dog) es una película estadounidense de 2008 dirigida por Sheree Le Mon. Está protagonizada por Bridgette Potts, y las actuaciones Sherman Hemsley, Phil Vassar, Tina Witherby entre otros.

## Trama
La película inicia con Semper, el perro que se va a la casa de George (Sherman Hemsley) y de su madre Virginia (Tina Witherby). George se molesta mucho y va hacia la casa de Jim (Gary Donald) y Carol (Rhonda Leigh). Luego Carol le lleva el perro a Grace (Bridgette Potts) quien es la dueña de Sember. Poco después Jim y Carol van al veterinario y el doctor les informa que Sember tenía cáncer, luego Carol y Jim le cuentan a Grace que Sember tenía cáncer. Grace hace una venta de ropa y otros accesorios al frente de su casa junto a su hermano, hermanita y amigos. 
Después ya se llevan a Sember al veterinario ya teniendo el dinero suficiente para pagar la cirugía. Allison (Jules Mayes) está preocupada por Sember y George le dice que todo va a estar bien. Finalmente Carol y Jim traen a Sember sano y salvo, y le compran un cachorrito a George y Virginia ya que se portaron muy bien con ellos.

## Reparto

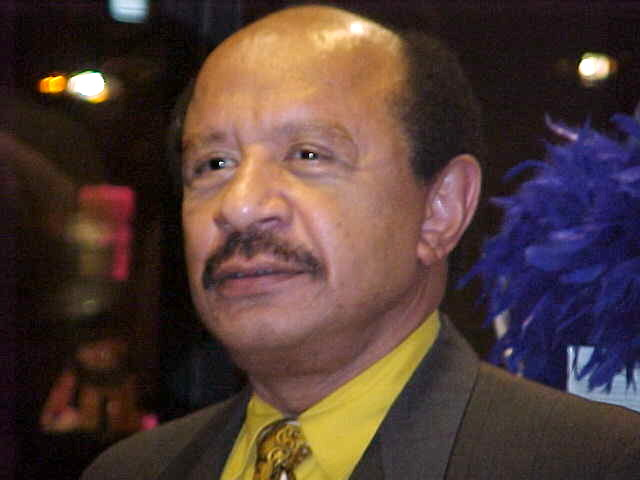
Sherman Hemsley, interpretó a George O'Donnell.

- Sherman Hemsley - George O'Donnell
- Phil Vassar - Dr. Tennison
- Bridgette Potts - Grace Harrington
- Tina Witherby - Virginia O'Donnell
- Gary Donald - Jim Harrington
- Rhonda Leigh - Carol Harrington
- John Lowell - William Harrington
- Jules Mayes - Allison Harrington
- Willa Fitzgerald - Vivian Regan
- Lake Summar - Jessica
- Maggie Edwards - Brittany "Bitty"
- Peter Stringer-Hye - Sam

- Datos: Q16644806